# 双溪拉兰
双溪拉兰是马来西亚吉打州双溪大年市中部的郊区同时也是一座华人新村，北临美农，东临武吉士南卯，南临大年市中心，西临傌莫，距大年市中心约5公里。

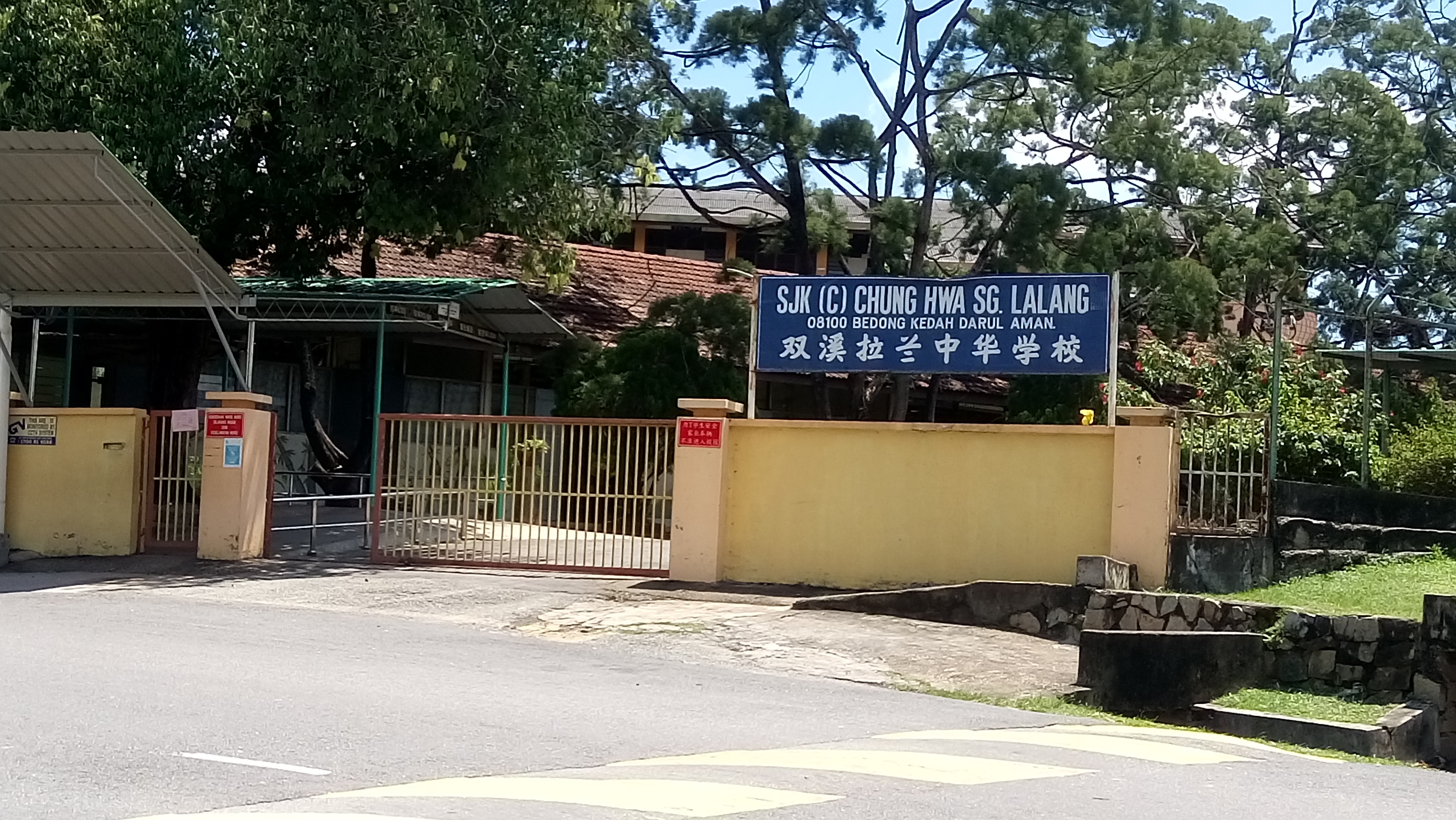
中华学校

双溪拉兰市区早于1916年由林连登开辟，他也对双溪拉兰地方经济发展及教育做出许多贡献。1950年代，英殖民地政府为了阻止郊区华人与森林中的共产党游击队接触，便将居住在双溪大年郊外的华人聚居起来，成为了现在的新村。早期在双溪拉兰新村外大街上的两排战前店屋，便是林连登产业，而两排店屋中间道路名为“连登路”，在国家独立后被更名为拉也路。根据双溪拉兰新村前村长张庆隆表示 该村里共有200多户居民，以前村里只有华裔居住，后因年轻人到外地工作后接了父母后便将房子卖给友族，华裔村民目前有90%。当地的福德祠及中华学校拥有悠久历史，并保留到现在。